# 懷特布拉夫 (喬治亞州)
懷特布拉夫（英語：White Bluff）是位於美國喬治亞州查塔姆縣的一個非建制地區。該地的面積和人口皆未知。

## 地理
懷特布拉夫的座標為31°59′16″N 81°07′43″W / 31.98778°N 81.12861°W，而該地的平均海拔高度為8米（即26英尺）。